# Johan Christopher Beijer
Johan Christopher Beijer, född 1659, död 8 december 1732, var en svensk orgelbyggare i Skövde.

## Biografi
Johan Christopher Beijers far var organisten och orgelbyggaren i Skövde Göran Beijer. Han samarbetade med brodern Christian Beijer mellan 1690 och 1725 i Norrland och Österbotten. 1718–1722 var han orgelbyggare i Sundsvall eller Selånger och har då flytt från Gamlakarleby under det Stora nordiska kriget (Stora ofreden).
På 1690-talet byggde Beijer ett piano till en person i Malax.

### Familj
Beijer gifte sig 27 november 1684 i Korsholms församling med Anna Munck. Hans bror gifte sig samtidigt med Brita Munck. 9 januari 1708 gifte hans sig i Korsholm med pigan Marja Mattzdotter. Johan och Anna Beijer fick tillsammans barnen Elias (född 1688), Brita (född 1690), Christian (född 1695), Anna (född 1697), Anders (född 1697), Johan (född 1698), Anders (född 1699) och Malen (född 1701).

## Lista över orglar
| År   | Ursprunglig kyrka       | Stift | Bild | Manualer | Pedal        | Stämmor | Bevarad orgel/fasad | Övrigt |
| ---- | ----------------------- | ----- | ---- | -------- | ------------ | ------- | ------------------- | --- |
| 1685 | Pedersöre kyrka         | Borgå |      |          |              | 8       | Nej/Nej             | Byggdes tillsammans med brodern Christian Beijer. Orgeln förstördes 1714 vid ett anfall. |
| 1689 | Brahestads kyrka        |       |      |          |              | 8       | Nej/Nej             | Byggdes tillsammans med brodern Christian Beijer. Orgeln förstördes 1714. År 1773 fanns endast lämningar kvar av orgeln. |
| 1696 | Gamlakarleby stadskyrka |       |      | 2        | Självständig | 21      |                     | Byggdes tillsammans med brodern Christian Beijer. Orgeln förstördes 1714 av ryska trupper. Orgeln förnyades av Eric Garman och hade åter 21 stämmor. Orgeln hade även två cymbelstjärnor, åtta små klockor och åtta bälgar. Den reparerades 1748 av Olof Hedlund, Stockholm då kvintadena gjordes om till en basun. |
| 1726 | Uleåborgs domkyrka      |       |      | 1        | Självständig | 14      |                     | Orgeln bekostades till viss del av handelsmannen Carl Fagerholm. |

### Reparationer och ombyggnationer
| År   | Ursprunglig kyrka | Stift   | Bild | Manualer | Pedal | Stämmor | Bevarad orgel/fasad | Övrigt |
| ---- | ----------------- | ------- | ---- | -------- | ----- | ------- | ------------------- | --- |
| 1680 | Habo kyrka        |         |      |          |       |         |                     | Flyttade och reparerade orgeln tillsammans med brodern Christian Beijer. |
| 1724 | Delsbo kyrka      | Uppsala |      |          |       | 11      | Nej/Nej             | En orgel med 10 stämmor byggdes i kyrkans kor av Petter Hansson Thel, Gävle. 1724 flyttades orgeln till en nybyggd västläktare. Orgeln utökades även med en trumpet stämma av Beijer. En ny orgel byggdes 1739 av Olof Hedlund, Stockholm. |